# تل گاوی چرامکان
تل گاوی چرامکان مربوط به سده‌های اولیه دوران‌های تاریخی پس از اسلام است و در شهرستان شیراز، بخش ارژن، دهستان قره چمن، شرق روستای چرامکان واقع شده و این اثر در تاریخ ۳۰ بهمن ۱۳۸۶ با شمارهٔ ثبت ۲۱۰۰۱ به‌عنوان یکی از آثار ملی ایران به ثبت رسیده است.